# Rignano Garganico
Rignano Garganico là một đô thị tại tỉnh Foggia trong vùng Apulia miền nam nước Ý.
Đô thị này giáp Apricena, Foggia, San Marco in Lamis, San Severo và San Giovanni Rotondo.